# San Juan de Betulia
San Juan de Betulia es un municipio de Colombia, situado en el departamento de Sucre (subregión Sabanas) al norte del país. Se sitúa a 21 km de la capital departamental, Sincelejo.
Es reconocido a nivel nacional por ser el municipio productor y creador del Diabolín, pasaboca típico del Caribe colombiano a base de yuca.
Betulia hace parte de "La Ruta del Color", una iniciativa ciudadana en la que se les da vida, valor y color a las casas ancestrales construidas con palma amarga y bahareque.

## Historia
La población fue fundada por Manuel Gregorio, José Torres y Juan Julián Gil en 1722, y se elevó a la categoría de municipio gracias a las labores realizadas por Manuel Barrios Ortega el 28 de noviembre de 1968, tras ser corregimiento del municipio de Corozal.

## División Político-Administrativa
Aparte de su Cabecera municipal. San Juan de Betulia se encuentra conformado por los siguientes centros poblados: 
- Albania
- Hato Viejo
- El Socorro
- Garrapatero
- Las Cruces
- Loma Alta
- Loma del Látigo
- Sabaneta
- Santo Tomás
- Villa López

## Estructura organizacional municipal
| San Juan de Betulia | San Juan de Betulia | San Juan de Betulia        |
| Departamento        | Código DANE         | Categoría municipal (2023) |
| ------------------- | ------------------- | -------------------------- |
| Sucre               | 70702               | Sexta                      |

- Personería: Es un centro del Ministerio Público de Colombia que ejerce, vigila y hace control sobre la gestión de las alcaldías y entes descentralizados; velan por la promoción y protección de los derechos humanos; vigilan el debido proceso, la conservación del medio ambiente, el patrimonio público y la prestación eficiente de los servicios públicos, garantizando a la ciudadanía la defensa de sus derechos e intereses.

- Concejo Municipal: Es la suprema autoridad política del municipio. En materia administrativa sus atribuciones son de carácter normativo. También le corresponde vigilar y hacer control político a la administración municipal. Se regulan por los reglamentos internos de la corporación en el marco de la Constitución Política Colombiana (artículo 313) y las leyes, en especial la Ley 136 de 1994 y la Ley 1551 de 2012.

Constituido por 11 concejales por un periodo de 4 años. 
- Alcaldía Municipal: En esta se encuentra la administración municipal y las entidades descentralizadas del municipio.

El Alcalde se pronuncia mediante decretos y se desempeña como representante legal, judicial y extrajudicial del municipio. El actual Alcalde municipal es Roberto Ortega Aldana (2024-2027), elegido por voto popular.
- JAL. Sin constitución alguna en los corregimientos del municipio.

## Servicios públicos
- Energía Eléctrica: Afinia, del grupo EPM, es la empresa prestadora del servicio de energía eléctrica.
- Gas Natural: Surtigas es la empresa distribuidora y comercializadora de gas natural en el municipio.